# Artem Nych
Artem Nych (Kemerovo, 21 de marzo de 1995) es un ciclista ruso que corre en el equipo Anicolor/Tien 21 de categoría Continental.
En 2014 consiguió el bronce en la prueba en ruta sub-23.
En 2015 se proclamó campeón de Rusia sub-23 en la prueba en ruta.

## Palmarés
2014
- 3.º en el Campeonato de Rusia en Ruta sub-23 [3]

2015
- Campeonato de Rusia en Ruta sub-23  [4]

2017
- 2.º en el Campeonato de Rusia en Ruta

2019
- 3.º en el Campeonato de Rusia Contrarreloj

2021
- Campeonato de Rusia en Ruta

2022
- 2.º en el Campeonato de Rusia en Ruta

2023
- Gran Premio de Fronteras y la Sierra de la Estrella

2024
- Gran Premio de Fronteras y la Sierra de la Estrella, más 1 etapa
- Vuelta a Portugal, más 2 etapas

2025
- Vuelta a Portugal